# Kwelderrondbuik
De kwelderrondbuik (Bradycellus distinctus) is een keversoort uit de familie van de loopkevers (Carabidae). De wetenschappelijke naam van de soort werd in 1829 gepubliceerd door Pierre François Marie Auguste Dejean.